# Kamil Kuzera
Kamil Kuzera (Kielce, 11 marzo 1983) è un ex calciatore polacco, di ruolo difensore, tecnico del Korona Kielce.

## Palmarès

### Club

#### Competizioni nazionali
- Campionato polacco di seconda divisione: 4

Wisła Cracovia: 2000-2001, 2002-2003, 2003-2004, 2004-2005
- II liga: 1

Widzew Łódź: 2005-2006
- Coppa di Polonia: 2

Wisła Cracovia: 2001-2002, 2002-2003
- Supercoppa di Polonia: 1

Wisła Cracovia: 2001
- Coppa di Lega polacca: 1

Wisła Cracovia: 2001